# Gustav von Brauchitsch
Gustav Karl Sylvester von Brauchitsch (* 31. Dezember 1822 in Potsdam; † 17. September 1873 in Kassel) war ein preußischer Generalmajor und Kommandeur der 22. Kavallerie-Brigade.

## Leben

### Herkunft
Gustav war ein Sohn des preußischen Generals der Kavallerie Karl von Brauchitsch (1780–1858) und dessen Ehefrau Karoline, geborene von Calbo (1790–1823). Sein Bruder Wilhelm (1820–1884) war preußischer Oberregierungsrat.

### Militärkarriere
Brauchitsch besuchte die Ritterakademie in Brandenburg an der Havel sowie das Königliche Gymnasium in Berlin. Nach seinem Abschluss trat er am 15. Januar 1840 in das 12. Husaren-Regiment der Preußischen Armee ein und avancierte bis Mitte September 1840 zum Sekondeleutnant. Zur weiteren Ausbildung absolvierte er von Oktober 1846 bis März 1848 die Allgemeine Kriegsschule. Nach seiner Rückkehr wurde er Regimentsadjutant und nahm im Jahr darauf an der Niederschlagung der Badischen Revolution teil. Während der Mobilmachung war Brauchitsch 1850 Adjutant der 7. Kavallerie-Brigade. Am 6. Dezember 1853 wurde er Premierleutnant und Adjutant der 8. Kavallerie-Brigade. Brauchitsch stieg Anfang Juni 1857 zum Rittmeister auf und war ab dem 20. Dezember 1857 als Eskadronführer zum 12. Landwehr-Husaren-Regiment kommandiert. Während der Mobilmachung anlässlich des Sardinischen Krieges diente er 1859 als Adjutant der 4. Kavallerie-Division. Am 1. Juli 1860 wurde er zum Eskadronchef in seinem Stammregiment ernannt und drei Monate später in die Abteilung für Armeeangelegenheiten in das Kriegsministerium versetzt. Als Major kehrte Brauchitsch am 25. März 1865 mit der Ernennung zum etatsmäßigen Stabsoffizier im Westfälischen Dragoner-Regiment Nr. 7 in den Truppendienst zurück. In dieser Stellung nahm er 1866 während des Krieges gegen Österreich an den Schlachten bei Münchengrätz und Königgrätz teil.
Nach dem Friedensschluss wurde Brauchitsch am 30. Oktober 1866 als Kommandeur in das Dragoner-Regiment Nr. 13 versetzt und avancierte in dieser Eigenschaft bis Ende Juni 1869 zum Oberst. Im Krieg gegen Frankreich führte er sein Regiment 1870/71 in den Kämpfen bei Vionville, Gravelotte, Mantes, Maule, Cherizey, Nonancourt, Évreux, Alençon, Châteaudun und Bernay sowie bei der Belagerung von Paris. Für sein Wirken erhielt er neben beiden Klassen des Eisernen Kreuzes das Mecklenburgische Militärverdienstkreuz II. Klasse.
Nach dem Krieg wurde er am 12. April 1873 unter Stellung à la suite seines Regiments zum Kommandeur der 22. Kavallerie-Brigade ernannt und am 2. September 1873 zum Generalmajor befördert. Er starb überraschend vierzehn Tage später in Kassel.

### Familie
Brauchitsch heiratete am 21. Oktober 1850 in Potsdam Emma von Brauchitsch (1824–1865), eine Tochter des Generals Eduard von Brauchitsch. Nach ihrem Tod heiratete er am 28. April 1869 in Ludwigslust Marie von Oertzen (1829–1892). Aus den Ehen gingen neun Kinder hervor, von denen fünf das Erwachsenenalter erreichten:
- Hans (* 1851), preußischer Hauptmann a. D. ⚭ 1880 Klara von Witzleben (* 1855)
- Kurt (1853–1897), preußischer Oberförster ⚭ 1881 Rosa Hartmann (1858–1900)
- Friedrich (* 1856), Bürgermeister von Langenselbold
- Karl (1858–1890), Pastor ⚭ 1884 Frieda Willibrand (1858–1896)
- Elisabeth (* 1870)